# Bickleigh (South Hams)
Bickleigh – wieś w Anglii, w hrabstwie Devon, w dystrykcie South Hams.